# Plano de Ataque
Plano de Ataque é um livro escrito pelo piloto amador Ivan Sant'anna e publicado em 2006, pela Editora Objetiva na cidade do Rio de Janeiro, Plano de Ataque trata do atentado terrorista aos Estados Unidos da América em setembro de 2001.
O livro é o resultado de três anos de pesquisas, Ivan Sant´Anna revela a trajetória dos homens que planejaram o ataque e daqueles que seqüestraram os quatro aviões - reconstituindo episódios do drama humano dos terroristas e das vítimas.